# Maja Thrane
Maja Thrane, född 1974, är en svensk stenkonservator, översättare, kulturskribent och litteraturkritiker i Svenska Dagbladet och författare.
Hon romandebuterade 2019 på Bokförlaget Lejd med Anvisning att konservera naturalier, som i Aftonbladet bland annat jämfördes med verk av Torgny Lindgren. Romanen skildrar zoologen och konservatorn August Wilhelm Malm och en uppstoppad val i Göteborg. Thrane nominerades till Katapultpriset 2020.
Hon har översatt verk från franska till svenska, bland annat verk av Ananda Devi, Linda Lê och Mai Van Phan.
År 2019 tilldelades hon Samfundet De Nios Julpris.